# Ministère de l'Énergie électrique
Le ministère de l'Énergie électrique (Ministerio del Poder Popular para la Energía Eléctrica ou MPPEE, en espagnol, littéralement, « ministère du Pouvoir populaire pour l'Énergie électrique ») est un ministère du gouvernement du Venezuela créé le 21 octobre 2009 par le décret n° 6991, publié au journal officiel (Gaceta Oficial) n° 39294 du 28 octobre 2009. 

## Historique
Le ministère est officiellement créé en 2009 par le décret n° 6991 du président Hugo Chávez afin de répondre aux nouvelles difficultés d'approvisionnement en énergie du pays, dues à une conjonction des changements climatiques généraux affectant les niveaux hydrauliques des barrages électriques et de l'effet climatique El Niño.
Cette création ambitionne de sécuriser les approvisionnements électrique et réorganiser la Corporación Eléctrica Nacional (CORPOELEC), société d'électricité nationale.

## Liste des ministres de l'Énergie électrique
| Image | Nom                   | Parti | Début           | Fin               |
| ----- | --------------------- | ----- | --------------- | ----------------- |
|       | Jorge Elieser Márquez | PSUV  | 2025            |                   |
|       | Jorge Elieser Márquez | PSUV  | 2024            | 2025              |
|       | Néstor Reverol        | PSUV  | 25 octobre 2020 | 22 avril 2024     |
|       | Freddy Brito          |       | 2019            | 25 octobre 2020 ? |
|       | Igor Gavidia          |       | 2019            | 2019              |
|       | Luis Motta            | PSUV  | 19 août 2015    | 1er avril 2019    |
|       | Jesse Chacón          | PSUV  | 21 avril 2013   | 2015              |
|       | Héctor Navarro        |       | 18 janvier 2012 | 20 avril 2013     |
|       | Alí Rodríguez Araque  | PSUV  | 16 janvier 2010 | 17 janvier 2012   |
|       | Ángel Rodríguez       |       | 21 octobre 2009 | 13 janvier 2010   |